# 张作相公馆旧址
张作相公馆为原奉天巡防队管带、国民革命军27师师长，东三省陆军讲武堂堂长、吉林督军、中华民国吉林省省长、吉林大学（现东北电力大学）创办者张作相在辽宁省沈阳市的故居。沈阳目前存有张作相公馆两处，两处公馆旧址均为沈阳市文物保护单位。

## 八纬路公馆旧址
八纬路公馆坐北朝南，地上四层，地下一层为钢筋混凝土结构欧式建筑。现房为沈阳市国家安全局占用。

## 九纬路公馆旧址
九纬路公馆坐北朝南，四周砌有高墙，为欧式风格建筑。公馆为钢筋混凝土结构，建筑面积1607平方米，地上两层，地下一层。1988年，公馆二层屋顶被拆除，并按原风格增建一层。建筑整体呈现“凸”字形，大门及两侧建筑与二楼阳台相连并向前突出。建筑大门和一楼窗户呈现拱券式。门前有宽阔的石阶和护栏。二楼中间突出部分为阳台，阳台两侧有两根圆形爱奥尼石柱。楼内存有大小房间30余间。
九一八事变后，大楼被满洲航空株式会社使用。中华人民共和国成立后，大楼改为辽宁省公安厅用房。其后，辽宁省政协曾在此办公。目前，大楼为中国民主同盟辽宁省委员会和辽宁省台湾同胞联谊会所在地。2004年，九纬路公馆旧址被列入第一批沈阳市不可移动文物名录。